# Tokorozawa Civic Cultural Centre Muse
 (juillet 2020).
Tokorozawa Civic Cultural Centre Muse (所沢市民文化センター ミューズ, Tokorozawa Shimin Bunka Sentā Myūzu) est un complexe de salles de concerts inauguré en novembre 1993 et situé à Tokorozawa au Japon.

## Aménagement interne

### Grande Salle "Ark Hall"
Nombre de sièges : 2002

Orgue :  Conçu et construit par Rieger Orgelbau en 1993. Il possède 75 jeux et 5563 tuyaux répartis sur quatre claviers et pédalier.

### Marquee Hall
Nombre de sièges : 798

### Cube Hall
Nombre de sièges : 318

### The Square
Galerie d'exposition.